# Valerian i la ciutat dels mil planetes
Valerian i la ciutat dels mil planetes (títol original en anglès: Valerian and the City of a Thousand Planets) és una pel·lícula francesa en 3D del gènere space opera de 2017 escrita i dirigida per Luc Besson, i coproduïda per Besson i la seua esposa, Virginie Besson-Silla. Està basada en el còmic francès de ciència-ficció Valérian and Laureline, escrit per Pierre Christin i il·lustrat per Jean-Claude Mézières. Protagonitzada per Dane DeHaan com a Valerian i Cara Delevingne com a Laureline, també compta amb Clive Owen, Rihanna, Ethan Hawke, Herbie Hancock, Kris Wu i Rutger Hauer de secundaris. Besson, va finançar independentment i personalment la pel·lícula. Amb un pressupost de producció al voltant dels 180 milions de dòlars, és alhora la pel·lícula europea i la pel·lícula independent més cara que de la història. Ha estat doblada i subtitulada al català.

## Repartiment

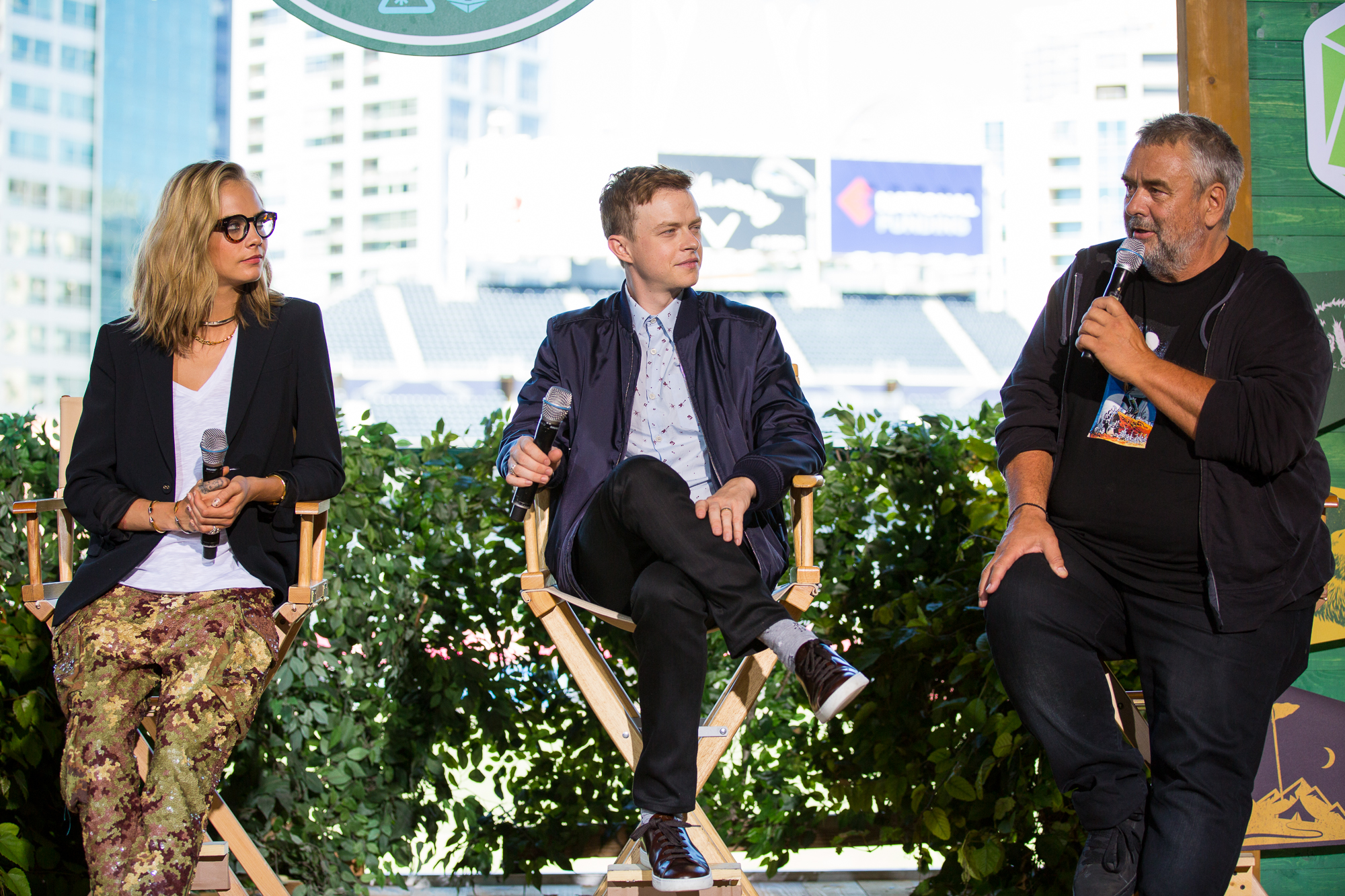
Delevingne, DeHaan i Besson a la presentació del San Diego Comic-Con de 2016 de Valerian i la ciutat dels mil planetes a Camp Conival

- Dane DeHaan com a Valerian, un soldat de la Federació Humana i el company/interès amorós de Laureline[4]
- Cara Delevingne com a Laureline, un soldat de la Federació Humana i el company/interès amorós de Valerian[4]
- Clive Owen com a Arün Filitt, comandant de Valerian i Laureline[4]
- Rihanna com la forma humana de Bubble, un glamopod canviant de la indústria de l'espectacle.[5]
- Ethan Hawke com a Jolly el Macarró, protector de Bubble.[4]
- Herbie Hancock com el Ministre de Defensa[5]
- Kris Wu com el Sergent Neza[6][7]
- Rutger Hauer com el President de la Federació Estatal Mundial
- John Goodman com a Igon Siruss (veu), un capità pirata kodar'khan i el criminal més buscat de la galàxia[8]
- Elizabeth Debicki com l'Emperador Haban Limaï (veu)[9]
- Sasha Luss com la Princesa Lihö-Minaa
- Sam Spruell com el General Okto Bar
- Ola Rapace com el Sergent major Gibson
- Alain Chabat com a Bob el Pirata
- Thom Findlay com Els Pirates (veu)
- Mathieu Kassovitz com a Camelot al Gran Mercat
- Jonas Bloquet com a Guerrer K-Tron/Soldat de Sala de Control
- Sand Van Roy com la Criatura Jessica
- Louis Leterrier com el Capità donant la benvinguda a mercurys
- Olivier Megaton com el Capità donant la benvinguda a KCO2
- Gavin Drea com el Sergent Cooper
- Eric Lampaert com a Guide Thaziit, un humà guiant humans al Gran Mercat
- Claire Tran com el Sergent de la Sala de Control